# Alekszandr Szergejevics Ivancsenkov
Alekszandr Szergejevics Ivancsenkov (orosz betűkkel: Александр Сергеевич Иванченков; Ivantyejevka, 1940. szeptember 28.) szovjet űrhajós.

## Életpálya
Apja elesett a második világháborúban 1942-ben. Anyja szintén korán, hétéves korában halt meg. Apai nagynénje nevelte fel. 1958-ban kitüntetéssel végezte el az ivantyejevkai 5. sz. középiskolát. Ezt követően a Moszkvai Repülési Főiskolán (MAI) tanult. A főiskola elvégzése után, 1964-től a Koroljov vezette OKB–1 tervezőirodában (napjainkban: RKK Enyergija) űreszközök fejlesztésén dolgozott.
1973. március 27-től kapott űrhajóskiképzést. 1993. november 3-án visszavonult. 147 napot, 12 órát és 37 percet töltött a világűrben.
Aktív űrhajós pályafutása után az NPO Enyergija vállalatnál dolgozott.

## Űrrepülések
1975-ben a Szojuz–Apollo-program közös űrrepülés tartalék személyzetének tagja volt.
1978-ban a Szojuz–29 fedélzeti mérnökként Vlagyimir Kovaljonokkal a Szaljut–6 űrállomásra repült. Közel 140 napot töltött az űrállomáson. 1978. július 29-én Kovaljonokkal 2 óra 5 perces űrsétát hajtott végre. Küldetésének teljesítését követően a Szojuz–31 űrhajóval tért vissza a Földre 1978. november 3-án. A űrrepülés teljes időtartama 139 nap 14 óra 47 perc 32 másodperc volt.
Második űrrepülését 1982. június 24 és július 2. között hajtotta végre. A Szojuz T–6 fedélzeti mérnökeként Vlagyimir Dzsanyibekov és az első francia űrhajós, Jean-Loup Chrétien társaságában repült a Szaljut–7 űrállomásra (az űrállomás alapszemélyzete Anatolij Berezovoj és Valentyin Lebegyev volt). Második repülésének időtartama 7 nap 21 óra 50 perc 52 másodperc volt.
Bélyegen is megörökítették az űrrepülését.

## Kitüntetések
Kétszer kapta meg a Szovjetunió Hőse kitüntetést.

## Külső hivatkozások
- Alekszandr Szergejevics Ivancsenkov. astronautix.com. (Hozzáférés: 2011. november 18.)
- Alekszandr Szergejevics Ivancsenkov. spacefacts.de. (Hozzáférés: 2011. november 18.)